# قائمة الفائزين بميداليات الألعاب البارالمبية الشتوية 2018
أقيمت الألعاب البارالمبية الشتوية 2018، أو رسميًا الألعاب البارالمبية الشتوية الثانية عشرة، في الفترة من 9 إلى 18 مارس 2018 في بيونج تشانج، كوريا الجنوبية. حيث نُظمت منافسات في 80 فعالية في 6 تخصصات رياضية شتوية.

## التزلج الألبي

### مسابقات السيدات
| المسابقة               | الفئة        | الذهبية                                                                           | الذهبية | الفضية                                                                            | الفضية  | البرونزية                                                                         | البرونزية |
| ---------------------- | ------------ | --------------------------------------------------------------------------------- | ------- | --------------------------------------------------------------------------------- | ------- | --------------------------------------------------------------------------------- | --------- |
| التزلج المنحدر         | ضعف البصر    | هينريتا فاركاشوفا · المرشد [الإنجليزية]: ناتاليا شوبرتوفا [الإنجليزية] · سلوفاكيا | 1:29.72 | ميللى ونايت · المرشد [الإنجليزية]: بريت وايلد [الإنجليزية] · بريطانيا العظمى      | 1:30.58 | إليونور سانا [الإنجليزية] · المرشد [الإنجليزية]: كلوي سانا [الإنجليزية] · بلجيكا  | 1:31.60   |
| التزلج المنحدر         | وضعية الجلوس | آنا شافيلهوبر [الإنجليزية] · ألمانيا                                              | 1:33.26 | موموكا موراوكا [الإنجليزية] · اليابان                                             | 1:34.75 | لوري ستيفنز · الولايات المتحدة                                                    | 1:35.80   |
| التزلج المنحدر         | وضعية الوقوف | ماري بوشيه [الإنجليزية] · فرنسا                                                   | 1:30.30 | أندريا روثفوس [الإنجليزية] · ألمانيا                                              | 1:32.53 | مولي جيبسن [الإنجليزية] · كندا                                                    | 1:34.60   |
| سوبر-G                 | ضعف البصر    | هينريتا فاركاشوفا · المرشد [الإنجليزية]: ناتاليا شوبرتوفا [الإنجليزية] · سلوفاكيا | 1:30.17 | ميللى ونايت · المرشد [الإنجليزية]: بريت وايلد [الإنجليزية] · بريطانيا العظمى      | 1:33.76 | مينا فيتزباتريك · المرشد [الإنجليزية]: جينيفر كيهو [الإنجليزية] · بريطانيا العظمى | 1:34.54   |
| سوبر-G                 | وضعية الجلوس | آنا شافيلهوبر [الإنجليزية] · ألمانيا                                              | 1:34.76 | كلوديا لوش [الإنجليزية] · النمسا                                                  | 1:35.71 | موموكا موراوكا [الإنجليزية] · اليابان                                             | 1:36.10   |
| سوبر-G                 | وضعية الوقوف | ماري بوشيه [الإنجليزية] · فرنسا                                                   | 1:32.83 | أندريا روثفوس [الإنجليزية] · ألمانيا                                              | 1:33.10 | ألانا رامزي · كندا                                                                | 1:35.20   |
| التزلج المتعرج العملاق | ضعف البصر    | هينريتا فاركاشوفا · المرشد [الإنجليزية]: ناتاليا شوبرتوفا [الإنجليزية] · سلوفاكيا | 2:23.00 | مينا فيتزباتريك · المرشد [الإنجليزية]: جينيفر كيهو [الإنجليزية] · بريطانيا العظمى | 2:28.34 | ميليسا بيرين [الإنجليزية] · المرشد [الإنجليزية]: كريستيان جيجير · أستراليا        | 2:28.81   |
| التزلج المتعرج العملاق | وضعية الجلوس | موموكا موراوكا [الإنجليزية] · اليابان                                             | 2:26.53 | ليندا فان إمبلين [الإنجليزية] · هولندا                                            | 2:29.24 | كلوديا لوش [الإنجليزية] · النمسا                                                  | 2:29.30   |
| التزلج المتعرج العملاق | وضعية الوقوف | ماري بوشيه [الإنجليزية] · فرنسا                                                   | 2:22.92 | أندريا روثفوس [الإنجليزية] · ألمانيا                                              | 2:25.18 | مولي جيبسن [الإنجليزية] · كندا                                                    | 2:25.72   |
| التزلج المتعرج         | ضعف البصر    | مينا فيتزباتريك · المرشد [الإنجليزية]: جينيفر كيهو [الإنجليزية] · بريطانيا العظمى | 1:51.80 | هينريتا فاركاشوفا · المرشد [الإنجليزية]: ناتاليا شوبرتوفا [الإنجليزية] · سلوفاكيا | 1:52.46 | ميللى ونايت · المرشد [الإنجليزية]: بريت وايلد [الإنجليزية] · بريطانيا العظمى      | 1:53.39   |
| التزلج المتعرج         | وضعية الجلوس | أنا-لينا فورستر · ألمانيا                                                         | 1:55.82 | موموكا موراوكا [الإنجليزية] · اليابان                                             | 2:01.19 | هايكه إدر · النمسا                                                                | 2:04.85   |
| التزلج المتعرج         | وضعية الوقوف | ماري بوشيه [الإنجليزية] · فرنسا                                                   | 1:55.46 | مولي جيبسن [الإنجليزية] · كندا                                                    | 1:59.59 | أندريا روثفوس [الإنجليزية] · ألمانيا                                              | 2:00.08   |
| التزلج المختلط         | ضعف البصر    | هينريتا فاركاشوفا · المرشد [الإنجليزية]: ناتاليا شوبرتوفا [الإنجليزية] · سلوفاكيا | 2:27.72 | مينا فيتزباتريك · المرشد [الإنجليزية]: جينيفر كيهو [الإنجليزية] · بريطانيا العظمى | 2:29.00 | ميليسا بيرين [الإنجليزية] · المرشد [الإنجليزية]: كريستيان جيجير · أستراليا        | 2:30.82   |
| التزلج المختلط         | وضعية الجلوس | أنا-لينا فورستر · ألمانيا                                                         | 2:27.59 | آنا شافيلهوبر [الإنجليزية] · ألمانيا                                              | 2:30.11 | موموكا موراوكا [الإنجليزية] · اليابان                                             | 2:30.25   |
| التزلج المختلط         | وضعية الوقوف | مولي جيبسن [الإنجليزية] · كندا                                                    | 2:32.70 | أندريا روثفوس [الإنجليزية] · ألمانيا                                              | 2:33.07 | ألانا رامزي · كندا                                                                | 2:36.08   |

### مسابقات الرجال
| المسابقة               | الفئة        | الذهبية                                                                                      | الذهبية | الفضية                                                                                       | الفضية  | البرونزية | البرونزية |
| ---------------------- | ------------ | -------------------------------------------------------------------------------------------- | ------- | -------------------------------------------------------------------------------------------- | ------- | --- | --------- |
| التزلج المنحدر         | ضعف البصر    | ماك ماركوكس [الإنجليزية] · المرشد [الإنجليزية]: جاك ليتش [الإنجليزية] · كندا                 | 1:23.93 | جاكوب كراكو [الإنجليزية] · المرشد [الإنجليزية]: برانيسلاف بروزمان [الإنجليزية] · سلوفاكيا    | 1:25.35 | جياكومو بيرتاغنولي [الإنجليزية] · المرشد [الإنجليزية]: فابريزيو كاسال [الإنجليزية] · إيطاليا                        | 1:26.46   |
| التزلج المنحدر         | وضعية الجلوس | أندرو كوركا [الإنجليزية] · الولايات المتحدة                                                  | 1:24.11 | Taiki Morii · اليابان                                                                        | 1:25.75 | كوري بيترز · نيوزيلندا                                                                                              | 1:26.01   |
| التزلج المنحدر         | وضعية الوقوف | ثيو غمور [الإنجليزية] · سويسرا                                                               | 1:25.45 | آرثر بوشيت [الإنجليزية] · فرنسا                                                              | 1:26.29 | ماركوس سالشر [الإنجليزية] · النمسا                                                                                  | 1:26.39   |
| سوبر-G                 | ضعف البصر    | جاكوب كراكو [الإنجليزية] · المرشد [الإنجليزية]: برانيسلاف بروزمان [الإنجليزية] · سلوفاكيا    | 1:26.11 | جياكومو بيرتاغنولي [الإنجليزية] · المرشد [الإنجليزية]: فابريزيو كاسال [الإنجليزية] · إيطاليا | 1:26.29 | ميروسلاف هاروس [الإنجليزية] · المرشد [الإنجليزية]: ماروش هوديك [الإنجليزية] · سلوفاكيا                              | 1:26.66   |
| سوبر-G                 | وضعية الجلوس | كورت أوتواي [الإنجليزية] · كندا                                                              | 1:25.83 | أندرو كوركا [الإنجليزية] · الولايات المتحدة                                                  | 1:26.89 | فريديريك فرانسوا · فرنسا                                                                                            | 1:26.98   |
| سوبر-G                 | وضعية الوقوف | ثيو غمور [الإنجليزية] · سويسرا                                                               | 1:24.83 | آرثر بوشيت [الإنجليزية] · فرنسا                                                              | 1:26.64 | ماركوس سالشر [الإنجليزية] · النمسا                                                                                  | 1:27.89   |
| التزلج المتعرج العملاق | ضعف البصر    | جياكومو بيرتاغنولي [الإنجليزية] · المرشد [الإنجليزية]: فابريزيو كاسال [الإنجليزية] · إيطاليا | 2:10.51 | جاكوب كراكو [الإنجليزية] · المرشد [الإنجليزية]: برانيسلاف بروزمان [الإنجليزية] · سلوفاكيا    | 2:15.59 | ماك ماركوكس [الإنجليزية] · المرشد [الإنجليزية]: جاك ليتش [الإنجليزية] · كندا                                        | 2:17.51   |
| التزلج المتعرج العملاق | وضعية الجلوس | يسبر بيدرسن · النرويج                                                                        | 2:13.45 | تايلر ووكر · الولايات المتحدة                                                                | 2:13.79 | ايغور سيكورسكي [الإنجليزية] · بولندا                                                                                | 2:15.90   |
| التزلج المتعرج العملاق | وضعية الوقوف | ثيو غمور [الإنجليزية] · سويسرا                                                               | 2:12.47 | أليكسي بوجاييف · الرياضيون البارالمبيون المحايدين                                            | 2:13.49 | الكسيس جيموند [الإنجليزية] · كندا                                                                                   | 2:13.67   |
| التزلج المتعرج         | ضعف البصر    | جياكومو بيرتاغنولي [الإنجليزية] · المرشد [الإنجليزية]: فابريزيو كاسال [الإنجليزية] · إيطاليا | 1:36.12 | جاكوب كراكو [الإنجليزية] · المرشد [الإنجليزية]: برانيسلاف بروزمان [الإنجليزية] · سلوفاكيا    | 1:37.54 | فاليري ريدكوزوبوف [الإنجليزية] · المرشد [الإنجليزية]: يفجيني جيرويف [الإنجليزية] · الرياضيون البارالمبيون المحايدين | 1:38.02   |
| التزلج المتعرج         | وضعية الجلوس | دينو صقللوفيتش · كرواتيا                                                                     | 1:39.82 | تايلر ووكر · الولايات المتحدة                                                                | 1:40.55 | فريديريك فرانسوا · فرنسا                                                                                            | 1:42.03   |
| التزلج المتعرج         | وضعية الوقوف | آدم هول [الإنجليزية] · نيوزيلندا                                                             | 1:36.11 | آرثر بوشيت [الإنجليزية] · فرنسا                                                              | 1:36.50 | جيمي ستانتون [الإنجليزية] · الولايات المتحدة                                                                        | 1:37.37   |
| التزلج المختلط         | ضعف البصر    | ميروسلاف هاروس [الإنجليزية] · المرشد [الإنجليزية]: ماروش هوديك [الإنجليزية] · سلوفاكيا       | 2:14.22 | جون سانتاكانا مايزتيغي [الإنجليزية] · المرشد [الإنجليزية]: ميغيل غاليندو غارسيس · إسبانيا    | 2:15.13 | فاليري ريدكوزوبوف [الإنجليزية] · المرشد [الإنجليزية]: يفجيني جيرويف [الإنجليزية] · الرياضيون البارالمبيون المحايدين | 2:17.10   |
| التزلج المختلط         | وضعية الجلوس | جيرون كامبشروور · هولندا                                                                     | 2:11.59 | فريديريك فرانسوا · فرنسا                                                                     | 2:12.91 | يسبر بيدرسن · النرويج                                                                                               | 2:13.74   |
| التزلج المختلط         | وضعية الوقوف | أليكسي بوجاييف · الرياضيون البارالمبيون المحايدين                                            | 2:10.56 | آرثر بوشيت [الإنجليزية] · فرنسا                                                              | 2:10.88 | آدم هول [الإنجليزية] · نيوزيلندا                                                                                    | 2:15.32   |

## البياثلون
المقالة الرئيسة: البياثلون في الألعاب البارالمبية الشتوية 2018

### مسابقات السيدات
| المسابقة | الفئة        | الذهبية | الذهبية | الفضية | الفضية  | البرونزية                                                                                   | البرونزية |
| -------- | ------------ | --- | ------- | --- | ------- | ------------------------------------------------------------------------------------------- | --------- |
| 6 كلم    | ضعف البصر    | ميخالينا ليسوفا [الإنجليزية] · المرشد [الإنجليزية]: أليكسي إيفانوف [الإنجليزية] · الرياضيون البارالمبيون المحايدين | 18:48.3 | أوكسانا شيشكوفا [الإنجليزية] · المرشد [الإنجليزية]: فيتالي كازاكوف [الإنجليزية] · أوكرانيا                         | 19:26.4 | سفيتلانا سخانينكا [الإنجليزية] · المرشد [الإنجليزية]: رامان ياتشانكا [الإنجليزية] · بيلاروس | 20:28.2   |
| 6 كلم    | وضعية الجلوس | كيندال جريتش [الإنجليزية] · الولايات المتحدة                                                                       | 21:52.0 | أوكسانا ماسترز · الولايات المتحدة                                                                                  | 22:14.8 | ليديزيا هرافيفا [الإنجليزية] · بيلاروس                                                      | 22:16.3   |
| 6 كلم    | وضعية الوقوف | إيكاترينا روميانتسيفا [الإنجليزية] · الرياضيون البارالمبيون المحايدين                                              | 17:06.1 | آنا بورميستروفا [الإنجليزية] · الرياضيون البارالمبيون المحايدين                                                    | 17:21.8 | ليودميلا لياشينكو [الإنجليزية] · أوكرانيا                                                   | 17:44.4   |
| 10 كلم   | ضعف البصر    | أوكسانا شيشكوفا [الإنجليزية] · المرشد [الإنجليزية]: فيتالي كازاكوف [الإنجليزية] · أوكرانيا                         | 37:58.9 | ميخالينا ليسوفا [الإنجليزية] · المرشد [الإنجليزية]: أليكسي إيفانوف [الإنجليزية] · الرياضيون البارالمبيون المحايدين | 40:12.4 | كلارا كلوغ · المرشد [الإنجليزية]: مارتن هارتل · ألمانيا                                     | 42:01.6   |
| 10 كلم   | وضعية الجلوس | أندريا إسكاو · ألمانيا                                                                                             | 42:36.6 | مارتا زينولينا · الرياضيون البارالمبيون المحايدين                                                                  | 43:52.1 | مارتا زينولينا [الإنجليزية] · الرياضيون البارالمبيون المحايدين                              | 44:25.5   |
| 10 كلم   | وضعية الوقوف | إيكاترينا روميانتسيفا [الإنجليزية] · الرياضيون البارالمبيون المحايدين                                              | 34:10.0 | آنا بورميستروفا [الإنجليزية] · الرياضيون البارالمبيون المحايدين                                                    | 35:30.0 | ليودميلا لياشينكو [الإنجليزية] · أوكرانيا                                                   | 36:23.6   |
| 12.5 كلم | ضعف البصر    | ميخالينا ليسوفا [الإنجليزية] · المرشد [الإنجليزية]: أليكسي إيفانوف [الإنجليزية] · الرياضيون البارالمبيون المحايدين | 37:42.6 | أوكسانا شيشكوفا [الإنجليزية] · المرشد [الإنجليزية]: فيتالي كازاكوف [الإنجليزية] · أوكرانيا                         | 40:31.1 | كلارا كلوغ · المرشد [الإنجليزية]: مارتن هارتل · ألمانيا                                     | 41:05.9   |
| 12.5 كلم | وضعية الجلوس | أندريا إسكاو [الإنجليزية] · ألمانيا                                                                                | 49:41.2 | أوكسانا ماسترز · الولايات المتحدة                                                                                  | 50:00.0 | ليديزيا هرافيفا [الإنجليزية] · بيلاروس                                                      | 50:57.0   |
| 12.5 كلم | وضعية الوقوف | آنا ميلينينا · الرياضيون البارالمبيون المحايدين                                                                    | 38:56.8 | إيكاترينا روميانتسيفا [الإنجليزية] · الرياضيون البارالمبيون المحايدين                                              | 39:00.6 | بريتاني هداك [الإنجليزية] · كندا                                                            | 41:20.7   |

### مسابقات الرجال
| المسابقة | الفئة        | الذهبية                                                            | الذهبية | الفضية                                                               | الفضية  | البرونزية                                                              | البرونزية |
| -------- | ------------ | ------------------------------------------------------------------ | ------- | -------------------------------------------------------------------- | ------- | ---------------------------------------------------------------------- | --------- |
| 7.5 كلم  | ضعف البصر    | فيتالي لوكيانينكو · المرشد [الإنجليزية]: إيفان مارشيشاك · أوكرانيا | 19:51.0 | يوري هولوب · المرشد [الإنجليزية]: دميتري بودزيلوفيتش · بيلاروس       | 20:05.1 | أناتولي كوفاليفسكي · المرشد [الإنجليزية]: أوليكساندر موكشين · أوكرانيا | 20:30.1   |
| 7.5 كلم  | وضعية الجلوس | دانييل كنوسن · الولايات المتحدة                                    | 23:49.7 | دميتري لوبان · بيلاروس                                               | 23:57.0 | كولين كاميرون (متسابق بياثل) · كندا                                    | 23:59.0   |
| 7.5 كلم  | وضعية الوقوف | بنيامين دافيت · فرنسا                                              | 17:56.6 | مارك أريندز · كندا                                                   | 18:25.9 | ايغور ريبتيوخ · أوكرانيا                                               | 18:40.9   |
| 12.5 كلم | ضعف البصر    | يوري هولوب · المرشد [الإنجليزية]: دميتري بودزيلوفيتش · بيلاروس     | 39:23.7 | أوليكساندر كازيك · المرشد [الإنجليزية]: سيرجي كوتشياريافي · أوكرانيا | 39:26.1 | يوري أوتكين · المرشد [الإنجليزية]: رسلان بيريخوده · أوكرانيا           | 40:19.4   |
| 12.5 كلم | وضعية الجلوس | تاراس راد · أوكرانيا                                               | 45:35.6 | دانييل كنوسن · الولايات المتحدة                                      | 46:37.3 | آندي سول · الولايات المتحدة                                            | 47:08.7   |
| 12.5 كلم | وضعية الوقوف | بنيامين دافيت · فرنسا                                              | 35:25.3 | ايغور ريبتيوخ · أوكرانيا                                             | 35:31.8 | مارك أريندز · كندا                                                     | 35:45.7   |
| 15 كلم   | ضعف البصر    | فيتالي لوكيانينكو · المرشد [الإنجليزية]: إيفان مارشيشاك · أوكرانيا | 45:12.9 | أوليكساندر كازيك · المرشد [الإنجليزية]: سيرجي كوتشياريافي · أوكرانيا | 45:36.5 | أنطوني شالينسون · المرشد [الإنجليزية]: سيمون فالفيردي · فرنسا          | 46:32.8   |
| 15 كلم   | وضعية الجلوس | مارك أريندز · ألمانيا                                              | 49:57.2 | دانييل كنوسن · الولايات المتحدة                                      | 50:42.7 | كولين كاميرون (متسابق بياثل) · كندا                                    | 50:59.1   |
| 15 كلم   | وضعية الوقوف | مارك أريندز · كندا                                                 | 42:52.2 | بنيامين دافيت · فرنسا                                                | 43:50.5 | نيلز-إريك أولسيت · النرويج                                             | 44:06.7   |

## سباق التزلج الريفي
المقالة الرئيسة: التزلج الريفي في الألعاب البارالمبية الشتوية 2018

### مسابقات السيدات
| المسابقة          | الفئة        | الذهبية                                                        | الذهبية | الفضية                                                                                   | الفضية  | البرونزية                                                                                | البرونزية |
| ----------------- | ------------ | -------------------------------------------------------------- | ------- | ---------------------------------------------------------------------------------------- | ------- | ---------------------------------------------------------------------------------------- | --------- |
| 1.1 كلم سباق سريع | وضعية الجلوس | أوكسانا ماسترز · الولايات المتحدة                              | 4:06.7  | أندريا إسكاو · ألمانيا                                                                   | 4:08.8  | مارتا زينولينا · الرياضيون البارالمبيون المحايدين                                        | 4:10.4    |
| 1.5 كلم سباق سريع | ضعف البصر    | جوليان إيدلنجر · المرشد [الإنجليزية]: رامان ياتشانكا · بيلاروس | 4:29.9  | ميخالينا ليسوفا · المرشد [الإنجليزية]: أليكسي إيفانوف · الرياضيون البارالمبيون المحايدين | 4:44.0  | أوكسانا شيشكوفا · المرشد [الإنجليزية]: فيتالي كازاكوف · أوكرانيا                         | 4:45.6    |
| 1.5 كلم سباق سريع | وضعية الوقوف | Anna Milenina · الرياضيون البارالمبيون المحايدين               | 5:11.1  | فيلدي نيلسن · النرويج                                                                    | 5:14.2  | ناتالي ويلكي · كندا                                                                      | 5:14.3    |
| 5 كلمs            | وضعية الجلوس | أوكسانا ماسترز · الولايات المتحدة                              | 16:42.0 | أندريا إسكاو · ألمانيا                                                                   | 16:53.5 | مارتا زينولينا · الرياضيون البارالمبيون المحايدين                                        | 17:25.4   |
| 7.5 كلمs          | ضعف البصر    | جوليان إيدلنجر · المرشد [الإنجليزية]: رامان ياتشانكا · بيلاروس | 22:19.3 | ميخالينا ليسوفا · المرشد [الإنجليزية]: أليكسي إيفانوف · الرياضيون البارالمبيون المحايدين | 22:55.6 | كارينا إيدلنجر · المرشد [الإنجليزية]: جوليان إيدلنجر · النمسا                            | 23:22.9   |
| 7.5 كلمs          | وضعية الوقوف | ناتالي ويلكي · كندا                                            | 22:12.2 | إيكاترينا روميانتسيفا · الرياضيون البارالمبيون المحايدين                                 | 22:13.8 | Emily Young · كندا                                                                       | 22:13.9   |
| 12 كلمs           | وضعية الجلوس | كيندال جريتش · الولايات المتحدة                                | 38:15.9 | أندريا إسكاو · ألمانيا                                                                   | 38:43.3 | أوكسانا ماسترز · الولايات المتحدة                                                        | 39:04.9   |
| 15 كلمs           | ضعف البصر    | جوليان إيدلنجر · المرشد [الإنجليزية]: رامان ياتشانكا · بيلاروس | 49:11.7 | أوكسانا شيشكوفا · المرشد [الإنجليزية]: فيتالي كازاكوف · أوكرانيا                         | 49:19.5 | ميخالينا ليسوفا · المرشد [الإنجليزية]: أليكسي إيفانوف · الرياضيون البارالمبيون المحايدين | 52:29.2   |
| 15 كلمs           | وضعية الوقوف | إيكاترينا روميانتسيفا · الرياضيون البارالمبيون المحايدين       | 49:37.6 | Anna Milenina · الرياضيون البارالمبيون المحايدين                                         | 50:55.6 | ليودميلا لياشينكو · أوكرانيا                                                             | 51:06.6   |

### مسابقات الرجال
| المسابقة          | الفئة        | الذهبية                                                    | الذهبية | الفضية                                                             | الفضية  | البرونزية                                                      | البرونزية |
| ----------------- | ------------ | ---------------------------------------------------------- | ------- | ------------------------------------------------------------------ | ------- | -------------------------------------------------------------- | --------- |
| 1.1 كلم سباق سريع | وضعية الجلوس | آندي سول · الولايات المتحدة                                | 3:31.4  | دميتري لوبان · بيلاروس                                             | 3:31.4  | دانييل كنوسن · الولايات المتحدة                                | 3:31.8    |
| 1.5 كلم سباق سريع | ضعف البصر    | بريان ماكيفر · المرشد [الإنجليزية]: راسيل كينيدي ‏ · كندا   | 4:03.2  | زيباستيان مودين · المرشد [الإنجليزية]: روبن برينتسون · السويد      | 4:05.7  | أيريك باي · المرشد [الإنجليزية]: أرفيد نيلسون · النرويج        | 4:32.7    |
| 1.5 كلم سباق سريع | Standing     | الكسندر كوليادين · كازاخستان                               | 4:19.7  | يوشيهيرو نيتا · اليابان                                            | 4:20.5  | مارك أريندز · كندا                                             | 4:20.8    |
| 1.5 كلم سباق سريع | Standing     | الكسندر كوليادين · كازاخستان                               | 4:19.7  | يوشيهيرو نيتا · اليابان                                            | 4:20.5  | إلكا توميستو · فنلندا                                          | 4:20.8    |
| 7.5 كلمs          | وضعية الجلوس | سين إيوي هيون · كوريا الجنوبية                             | 22:28.4 | دانييل كنوسن · الولايات المتحدة                                    | 22:33.7 | ماكسيم ياروفي · أوكرانيا                                       | 22:39.9   |
| 10 كلمs           | ضعف البصر    | بريان ماكيفر · المرشد [الإنجليزية]: جراهام نيشيكاوا · كندا | 23:17.8 | جيك أديكوف · المرشد [الإنجليزية]: سوير كيسيلهيم · الولايات المتحدة | 24:31.3 | يوري هولوب · المرشد [الإنجليزية]: دميتري بودزيلوفيتش · بيلاروس | 24:37.1   |
| 10 كلمs           | وضعية الوقوف | يوشيهيرو نيتا · اليابان                                    | 24:06.8 | جريجوري فوفتشينسكي · أوكرانيا                                      | 24:15.5 | مارك أريندز · كندا                                             | 24:27.1   |
| 15 كلمs           | وضعية الجلوس | ماكسيم ياروفي · أوكرانيا                                   | 41:37.0 | دانييل كنوسن · الولايات المتحدة                                    | 42:20.7 | سين إيوي هيون · كوريا الجنوبية                                 | 42:28.9   |
| 20 كلمs           | ضعف البصر    | بريان ماكيفر · المرشد [الإنجليزية]: جراهام نيشيكاوا · كندا | 46:02.4 | يوري هولوب · المرشد [الإنجليزية]: دميتري بودزيلوفيتش · بيلاروس     | 47:07.5 | توماس كلاريون · المرشد [الإنجليزية]: أنطوان بوليت · فرنسا      | 47:24.4   |
| 20 كلمs           | وضعية الوقوف | ايغور ريبتيوخ · أوكرانيا                                   | 44:52.4 | بنيامين دافيت · فرنسا                                              | 46:48.9 | هاكون أولسرود · النرويج                                        | 47:10.6   |

### مسابقات التتابع
| المسابقة                   | الذهبية | الذهبية | الفضية                                                                                           | الفضية  | البرونزية                                                                        | البرونزية |
| -------------------------- | --- | ------- | ------------------------------------------------------------------------------------------------ | ------- | -------------------------------------------------------------------------------- | --------- |
| 4 x 2.5km سباق تتابع مختلط | أوكرانيا (UKR) · يوري أوتكين · المرشد [الإنجليزية]: رسلان بيريخوده · ليودميلا لياشينكو · يوليا باتنكوفا بومان ‏ · أوكسانا شيشكوفا · المرشد [الإنجليزية]: فيتالي كازاكوف | 24:31.9 | كندا (CAN) · ناتالي ويلكي · إيملي يونغ · كريس كليبل · مارك أريندز                                | 25:21.9 | ألمانيا (GER) · أندريا إسكاو · ستيفن ليمكر · الكسندر إهلر                        | 25:25.3   |
| 4 x 2.5km سباق تتابع مفتوح | فرنسا (FRA) · بنيامين دافيت · أنطوني شالينكون · المرشد [الإنجليزية]: سيمون فالفيردي · توماس كلاريون · المرشد [الإنجليزية]: أنطوان بوليت                                | 22:46.6 | النرويج (NOR) · نيلز-إريك أولسيت · هاكون أولسرود · أيريك باي · المرشد [الإنجليزية]: ارفيد نيلسون | 23:09.1 | كندا (CAN) · كولين كاميرون · براين ماكيكر · المرشد [الإنجليزية]: جراهام نيشيكاوا | 23:52.4   |

## رياضة هوكي الجليد البارالمبية
| المسابقة | الذهبية | الفضية | البرونزية |
| -------- | --- | --- | --- |
| مختلط    | الولايات المتحدة (USA) | كندا (CAN) | كوريا الجنوبية (KOR) |
| مختلط    | Tyler Carron ستيف أنتوني رالف دي كيبيك ترافيس دودسون ديكلان فارمر نواه غروف بيلي هانينج جونيور نيكو لانديروس جين لي لوك ماكديرموت كيفن ماكي جوش ميسيويتز آدم بيج جوش بولس ريكو رومان برودي رويبال جاك والاس | روب ارمسترونج ستيف أرسينو براد بودن بيلي بريدج دوم كوزولينو بن ديلاني آدم ديكسون جيمس دن جيمس جيميل تايرون هنري ليام هيكي دومينيك لاروك تايلر ماكجريجور بريان شولوميكي كوربين سميث كوربن واتسون جريج ويستليك | تشو بيونغ سوك تشو يونغ جاي تشوي كوانج هيوك تشوي سي وو هان مين سو جانج دونج شين جانج جونج هو جونغ سونغ هوان كيم داي جونغ كيم يونج سونج لي هاي مان لي جاي وونج لي جي هون لي جونج كيونج لي جو سونج لي يونج مين يو مان جيون |

## التزلج على الجليد

### مسابقات السيدات
| المسابقة               | الفئة  | الذهبية                         | الذهبية                         | الفضية                          | الفضية                        | البرونزية                     | البرونزية               |
| ---------------------- | ------ | ------------------------------- | ------------------------------- | ------------------------------- | ----------------------------- | ----------------------------- | ----------------------- |
| التزلج المتعرج         | SB-LL1 | برينا هاكابي · الولايات المتحدة | 56.17                           | سيسيل هيرنانديز · فرنسا         | 56.53                         | إيمي بيردي · الولايات المتحدة | 1:05.40                 |
| التزلج المتعرج         | SB-LL2 | بيبيان مينتل-سبي · هولندا       | 56.94                           | بريتاني كوري · الولايات المتحدة | 59.87                         | ليزا بونشوتن · هولندا         | 1:00.04                 |
| التزلج على الجليدcross | SB-LL1 | برينا هاكابي · الولايات المتحدة | برينا هاكابي · الولايات المتحدة | إيمي بيردي · الولايات المتحدة   | إيمي بيردي · الولايات المتحدة | سيسيل هيرنانديز · فرنسا       | سيسيل هيرنانديز · فرنسا |
| التزلج على الجليدcross | SB-LL2 | بيبيان مينتل-سبي · هولندا       | بيبيان مينتل-سبي · هولندا       | ليزا بونشوتن · هولندا           | ليزا بونشوتن · هولندا         | أستريد فينا · إسبانيا         | أستريد فينا · إسبانيا   |

### مسابقات الرجال
| المسابقة               | الفئة  | الذهبية                       | الذهبية                       | الفضية                          | الفضية                      | البرونزية                     | البرونزية                     |
| ---------------------- | ------ | ----------------------------- | ----------------------------- | ------------------------------- | --------------------------- | ----------------------------- | ----------------------------- |
| التزلج المتعرج         | SB-UL  | مايك مينور · الولايات المتحدة | 50.77                         | باتريك مايرهوفر · النمسا        | 51.36                       | سيمون باتمور · أستراليا       | 51.99                         |
| التزلج المتعرج         | SB-LL1 | نواه إليوت · الولايات المتحدة | 51.90                         | مايك شولتز · الولايات المتحدة   | 53.42                       | برونو بوسنياك · كرواتيا       | 54.08                         |
| التزلج المتعرج         | SB-LL2 | كوريمو ناريتا · اليابان       | 48.68                         | إيفان سترونج · الولايات المتحدة | 49.20                       | ماتي صور حماري · فنلندا       | 49.51                         |
| التزلج على الجليدcross | SB-UL  | سيمون باتمور · أستراليا       | سيمون باتمور · أستراليا       | مانويل بوزرلي · إيطاليا         | مانويل بوزرلي · إيطاليا     | مايك مينور · الولايات المتحدة | مايك مينور · الولايات المتحدة |
| التزلج على الجليدcross | SB-LL1 | مايك شولتز · الولايات المتحدة | مايك شولتز · الولايات المتحدة | كريس فوس · هولندا               | كريس فوس · هولندا           | نواه إليوت · الولايات المتحدة | نواه إليوت · الولايات المتحدة |
| التزلج على الجليدcross | SB-LL2 | ماتي صور حماري · فنلندا       | ماتي صور حماري · فنلندا       | كيث جابل · الولايات المتحدة     | كيث جابل · الولايات المتحدة | كوريمو ناريتا · اليابان       | كوريمو ناريتا · اليابان       |

## الكيرلنغ على الكراسي المتحركة
| المسابقة | الذهبية                                                                   | الفضية                                                                                             | البرونزية                                                                   |
| -------- | ------------------------------------------------------------------------- | -------------------------------------------------------------------------------------------------- | --------------------------------------------------------------------------- |
| مختلط    | الصين (CHN) · وانغ هايتاو · تشن جيانشين · ليو وي · وانغ منغ · زانغ تشيانغ | النرويج (NOR) · رون لورينتسن · جوستاين ستوردال · أولي فريدريك سيفيرسين · سيسيل لوشين · ريكي ايفرسن | كندا (CAN) · مارك ايدسون · إينا فورست · دينيس ثيسن · ماري رايت · جيمس أنسيو |